# Parque Florestal de Amarante
41° 16′ 02″ N, 8° 05′ 06″ O
O Parque Florestal de Amarante, debruçado sobre o rio Tâmega e ocupando mais de 5 hectares de terreno, na freguesia de Cepelos, é um dos ex-libris da cidade de Amarante. Começou a ser plantado em 1916 por iniciativa de António do Lago Cerqueira (ex-presidente da câmara), tendo como objetivo principal a florestação da serra do Marão e da serra da Meia Via, para onde forneceu milhares de árvores nos anos vinte do século XX.
Dos viveiros do parque voltariam a sair novamente milhares de árvores a seguir a 1985, na sequência do incêndio que, então, consumiu uma parte significativa da Serra do Marão.
Muito procurado, sobretudo no verão, para lazer, passeios pedestres e desporto, o Parque Florestal de Amarante alberga no seu interior importantes espécies vegetais, como o Ginkgo, surgido há 200 milhões de anos e considerada a árvore mais antiga do mundo. Também existem diversas espécies animais.
No interior do parque, em viveiros próprios, continuam a produzir-se muitas espécies arbóreas destinadas a florestação.

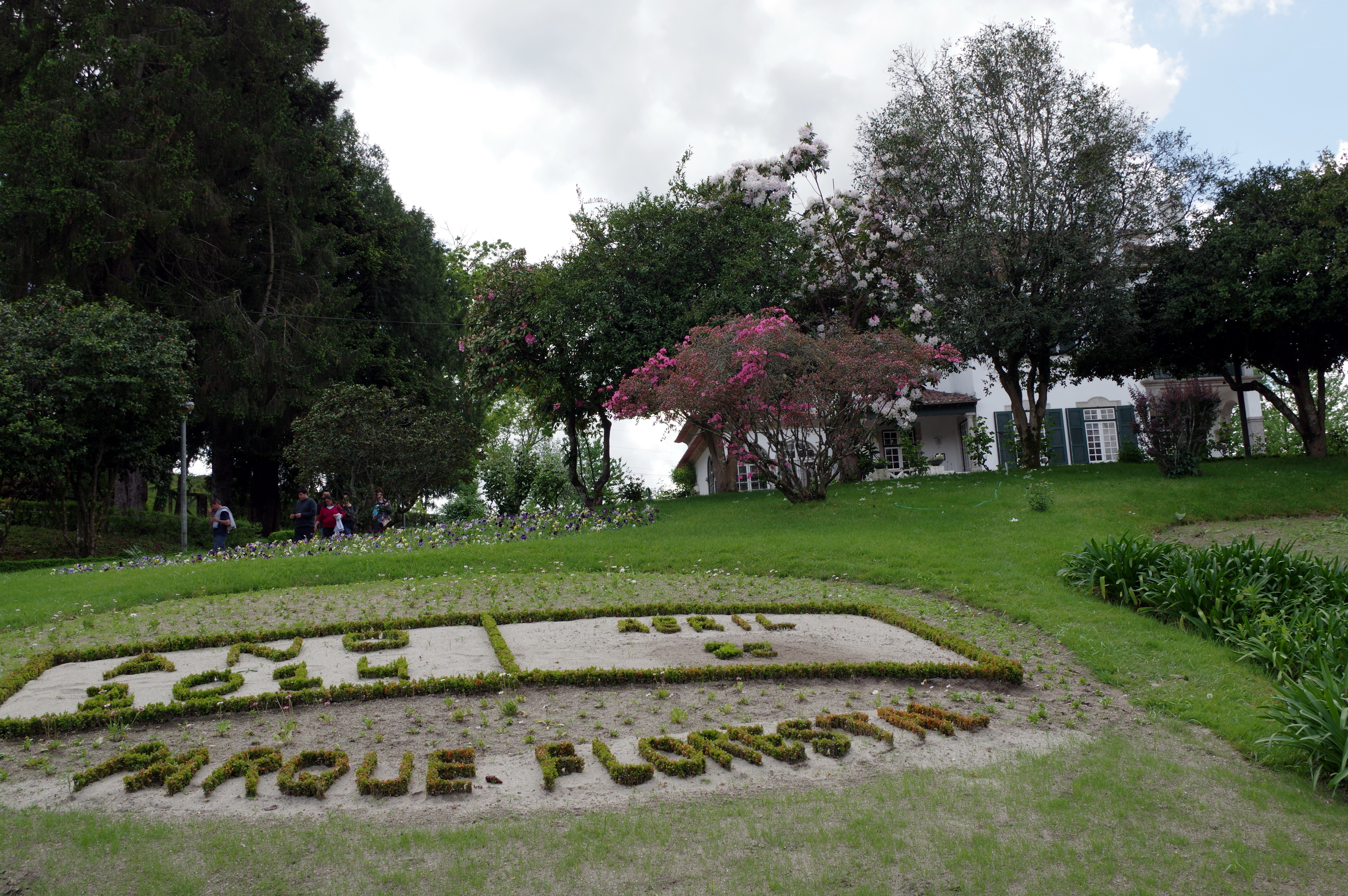
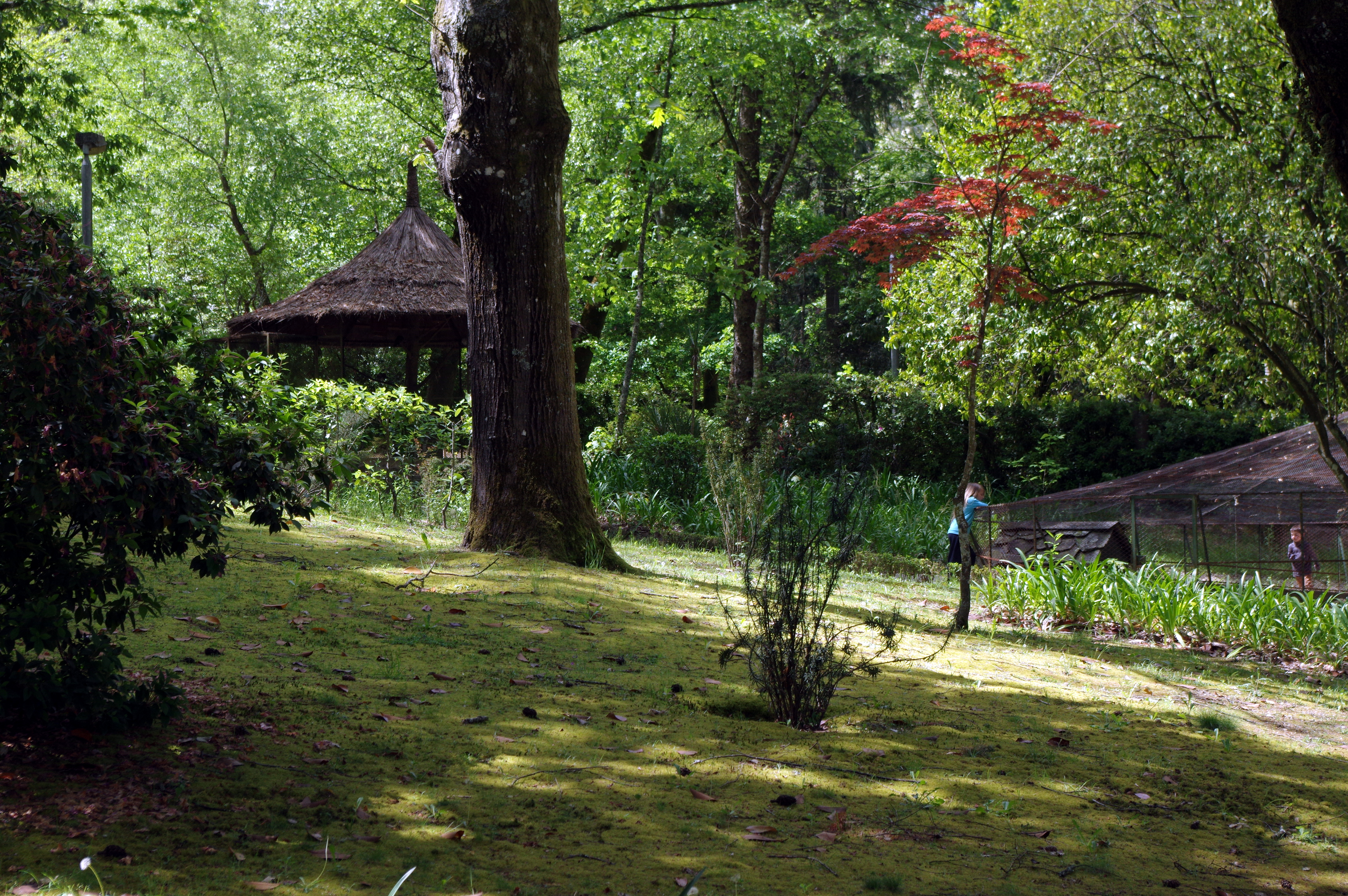
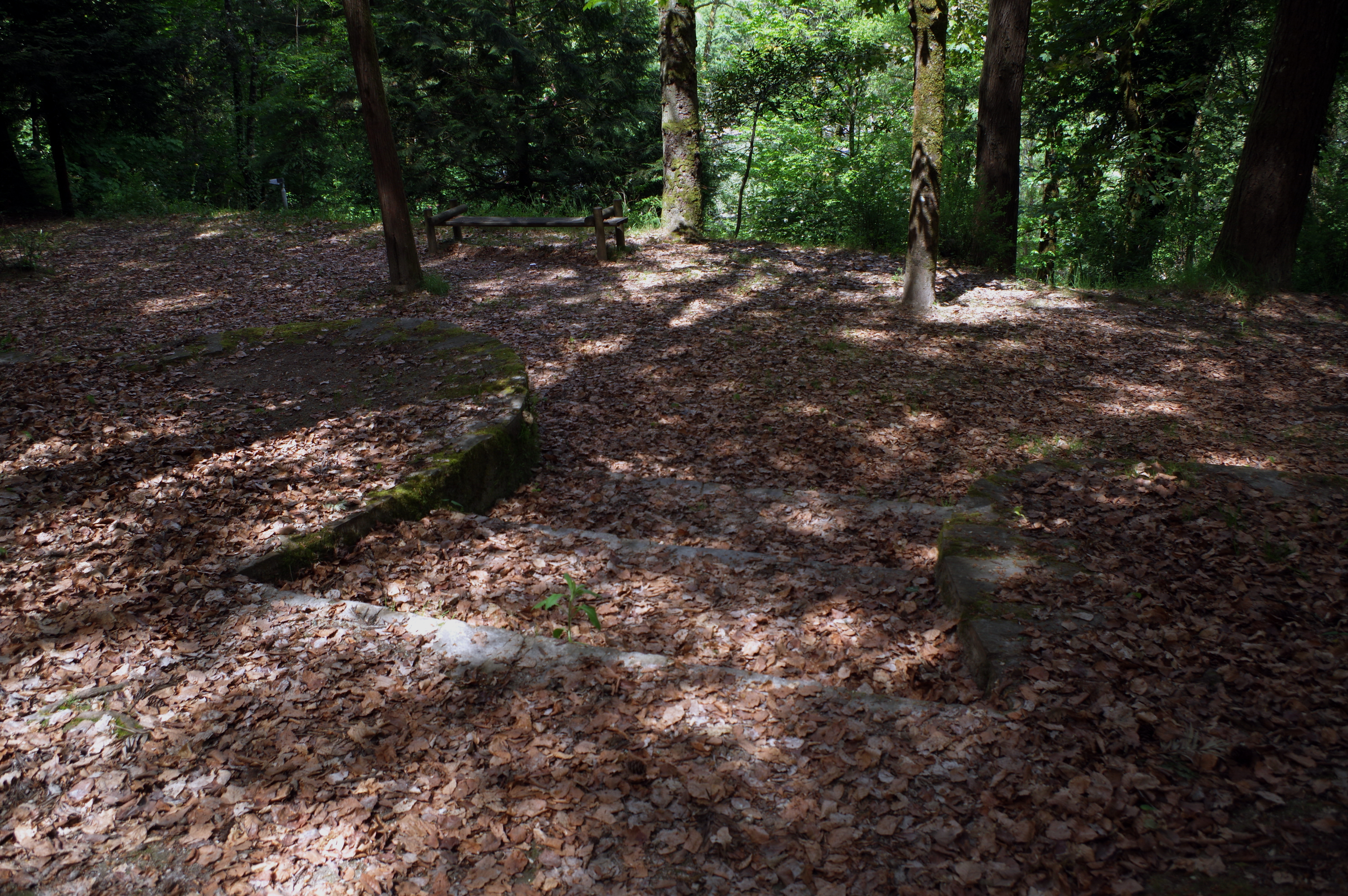